# Franz Stocher
Franz Stocher (Wenen, 23 maart 1969) is een Oostenrijks wielrenner.

## Belangrijkste overwinningen
1994
- Uniqa Classic

2003
- Wereldkampioen Puntenkoers (baan), Elite
- Oostenrijks kampioen Ploegkoers (baan), Elite (met Roland Garber)
- Oostenrijks kampioen Puntenkoers (baan), Elite

## Tourdeelnames
geen